# Gustiana subflexata
Gustiana subflexata är en fjärilsart som beskrevs av Walker 1862. Gustiana subflexata ingår i släktet Gustiana och familjen nattflyn. Inga underarter finns listade i Catalogue of Life.